# Mowag Eagle

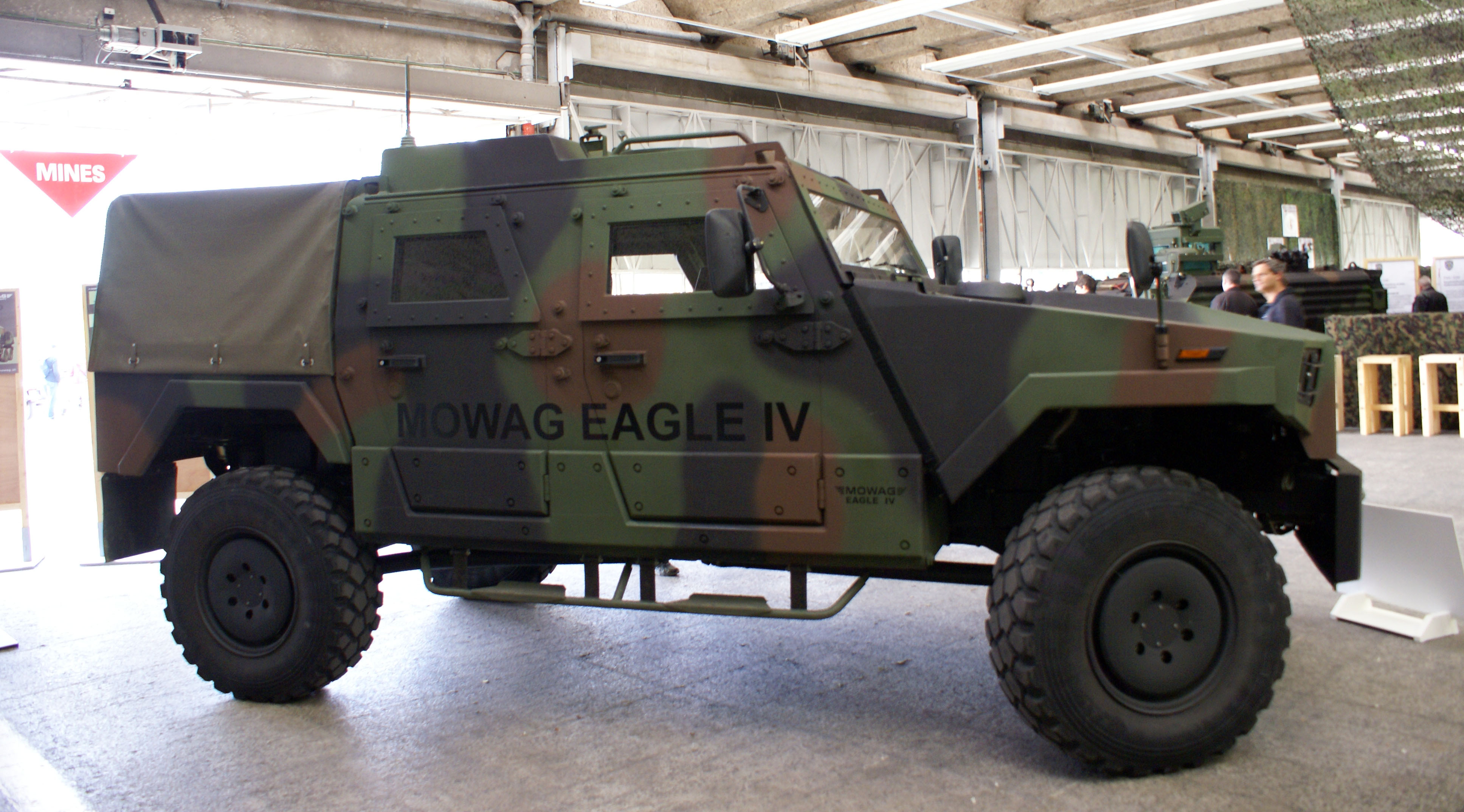
Mowag Eagle IV

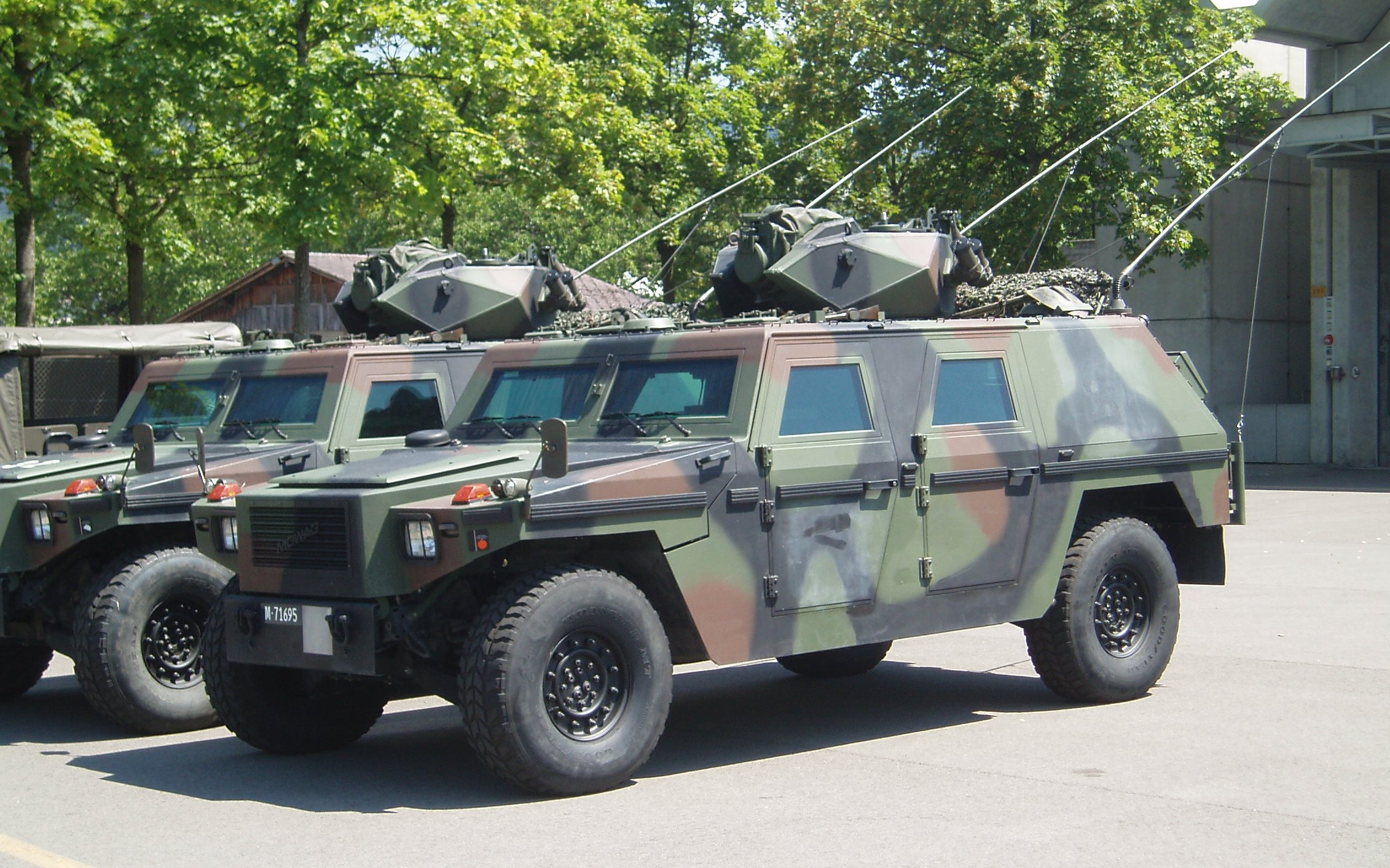
Mowag Eagle II

O Mowag Eagle é um veículo blindado de combate, das forças armadas da Suíça, fabricado pela empresa Mowag GmbH.